# Aeroportul Ndjolé Ville
Aeroportul Ndjolé Ville (IATA: KDJ, ICAO: FOGJ) este un aeroport din Ndjole, Departamentul Abanga-Bigne, Provincia Moyen-Ogooué, Gabon ce deservește zona Ndjole. A fost numit după zona deservită.
Situat la o altitudine de 50 m, aeroportul dispune de o singură pistă.